# Sportåret 2019

## Allmänt
- 2–12 mars – Vinteruniversiaden äger rum i Krasnojarsk i Ryssland.
- 21–30 juni – Europeiska spelen avgörs i Minsk i Vitryssland.

## Alpin skidåkning
- 4–17 februari – Världsmästerskapen avgörs i Åre i Sverige.[1]

## Bandy
- 4 januari – Akilles vinner Finlands cup genom att slå Veiterä med 3–2 i finalen.[2]
- 2 februari – Ryssland blir världsmästare genom att besegra Sverige i finalen med 6–5 på övertid. Turneringen spelas i Vänersborg i Sverige.[3]
  - Schweiz och Storbritannien deltar för första gången i VM.
- 5 februari – Maharashtra blir indiska mästare genom att slå Delhi med 5–3 i indiska bandyfinalen.[4]
- 10 februari – Sudet blir finländska dammästare genom att slå Helsingfors IFK med 10-0 i finländska dambandyfinalen.[5]
- 25 februari – Stabæk IF blir norska herrmästare genom att slå Solberg SK med 6-0 i norska bandyfinalen.[6]
- 27 februari – Tonka Bay Bombers blir amerikanska herrmästare genom att vinna straffläggningen mot Dinkytown Dukes sedan den tredje och avgörande omgången av amerikanska bandyfinalen hade slutat 4–4.[7]
- 2 mars – Sverige blir F-17-världsmästare genom att besegra Ryssland i finalen med 2-1 i sudden death-extraperiod. VM spelades i Varkaus i Finland
- 8 mars – Sverige vinner Universiadens bandyturnering för damer genom att slå Ryssland i finalen med 5-3.[8]
- 9 mars – Jyväskylän Seudun Palloseura blir finländska herrmästare genom att slå Veiterä med 5-4 i sudden death-förlängning av finländska bandyfinalen.[9]
- 10 mars
  - AIK kvalificerar sig för spel i Elitserien kommande säsong.[10]
  - Ryssland vinner Universiadens bandyturnering för herrar genom att slå Sverige i finalen med 6-1.[11]
- 13 mars – Åby/Tjureda IF kvalificerar sig för spel i Elitserien kommande säsong.[12]
- 23 mars - Svenska bandyfinalen spelas på Studenternas IP i Uppsala i Sverige. Västerås SK blir svenska dammästare genom att vinna finalen mot Skutskärs IF med 5–3 efter straffslag.[13][14] Villa Lidköping BK blir svenska herrmästare genom att vinna finalen mot Västerås SK med 8–4.[15][16]
- 29 september - Edsbyns IF vinner Svenska cupen genom att vinna finalen i Lidköping mot Västerås SK med 5–0.[17][18]
- 13 oktober – Bollnäs GIF, Sverige vinner World Cup genom att besegra SKA Neftjanik, Ryssland med 5–2 i finalmatchen i Göransson Arena i Sandviken, Sverige.[19]
- 20 oktober - Västerås SK vinner Svenska cupen för damer genom att vinna finalen i Västerås mot Skutskärs IF med 4–2.[20]
- 27 oktober - Västerås SK vinner World Cup Women genom att vinna finalen i Surte mot Skutskärs IF med 5–0.[21]

## Baseboll
- 30 oktober - National League-mästarna Washington Nationals vinner World Series med 4–3 i matcher över American League-mästarna Houston Astros.[22]

## Basketboll
- 27 juni-7 juli - Europamästerskapet för damer spelas Lettland och Serbien.[23] Spanien vinner turneringen genom finalseger med 86–66 mot Frankrike.[24]
- 31 augusti–15 september - Världsmästerskapet för herrar spelas i Kina. Spanien vinner turneringen genom finalseger med 95–75 mot Argentina.[25]

## Cricket
- 30 maj-14 juli - Världsmästerskapet för herrar spelas i England och Wales i Storbritannien.[26][27] England vinner turneringen, genom att besegra Nya Zeeland i finalen.[28]

## Fotboll
- 9 juni - Finalspelet av UEFA Nations League spelas i Portugal. Portugal vinner turneringen, genom att besegra Nederländerna med 1–0 i finalmatchen.[29]

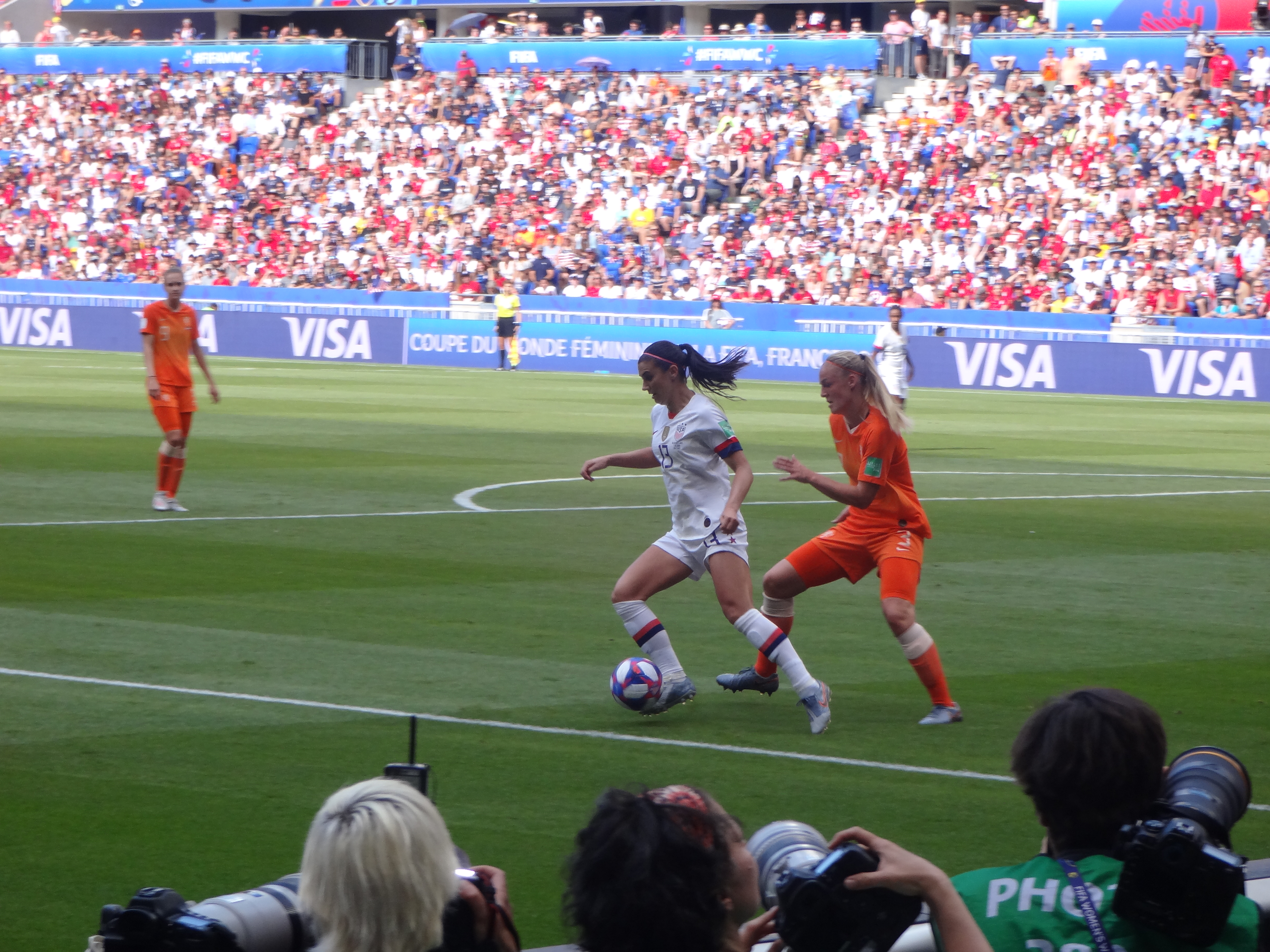
USA besegrar Nederländerna i damernas VM-final.

- 7 juni-7 juli - Världsmästerskapet för damer spelas i Frankrike.[30] USA vinner turneringen genom att slå Nederländerna med 2–0 i finalen.[31]

## Friidrott
- 27 september–6 oktober – Världsmästerskapen avgörs i Qatar.[32]

## Handboll
- 10-27 januari - Världsmästerskapet för herrar spelas i Danmark och Tyskland. Danmark vinner turneringen efter finalseger, 31–22, mot Norge.[33]
- 30 november–15 december - Världsmästerskapet för damer spelas i Japan. Nederländerna vinner turneringen, genom att besegra Spanien med 30–29.[34]

## Innebandy
- 15 december: Sverige vinner världsmästerskapet för damer, som spelas i Neuchâtel i Schweiz, genom att besegra Schweiz med 3–2 efter förlängning i finalen.[35]

## Ishockey
- 5 januari - Finland vinner juniorvärldsmästerskapet för herrar genom att besegra USA med 3–2 vid finalen i Vancouver.[36]
- 4-14 april - Världsmästerskapet för damer spelas i Esbo i Finland. USA vinner turneringen, genom att besegra Finland i finalen med 2–1 efter straffslag.[37][38]
- 28 april - Sverige vinner U18-världsmästerskapet för herrar genom att besegra Ryssland med 4–3 i sudden death vid finalen i Örnsköldsvik.[39]
- 4 maj - Frölunda HC blir svenska herrmästare efter att ha vunnit finalserien mot Djurgårdens IF med 4–2 i matcher.[40]
- 10-26 maj - Världsmästerskapet för herrar spelas i Bratislava och Košice i Slovakien. Finland vinner turneringen, genom att besegra Kanda i finalen med 3–1.[41][42]
- 12 juni - St. Louis Blues vinner Stanley Cup genom att besegra Boston Bruins med 4–3 i matcher i finalserien.[43]

## Motorsport

### Sportvagnsracing
- 26-27 januari – Fernando Alonso, Kamui Kobayashi, Jordan Taylor och Renger van der Zande vinner Daytona 24-timmars med en Cadillac DPi-V.R för Wayne Taylor Racing.[44]

- 16 juni – Sébastien Buemi, Kazuki Nakajima och Fernando Alonso vinner Le Mans 24-timmars med en Toyota TS050 Hybrid.[45]

## Nordisk skidåkning
- 20 februari-3 mars - Världsmästerskapen avgörs i Seefeld in Tirol i Tyrolen i Österrike.[1]
- 3 mars - Tore Bjørseth Berdal, Norge vinner herrklassen medan Britta Johansson Norgren, Sollefteå Skidor IF vinner damklassen då Vasaloppet avgörs.[46]

## Orientering
- 13 augusti–17 augusti - Världsmästerskapen avgörs i Østfold i Norge.
- 8 juni–29 oktober – Fyra omgångar av Världscupen äger rum i Finland, Norge (världsmästerskapen), Schweiz och Kina. Gustav Bergman, Sverige vinner herrcupen medan Tove Alexandersson, Sverige vinner damcupen.[47][48]

## Ridsport
- 19-23 februari - Göteborg Horse Show.
- 6-14 juli - Falsterbo Horse Show.
- 28 november-1 december - Stockholm International Horse Show.

## Rugby
- 20 september–2 november - Världsmästerskapet i rugby union för herrar spelas i Japan. Sydafrika vinner turneringen genom att besegra England med 32–12 i finalmatchen.[49][50]

## Simsport
- 12-28 juli - Världsmästerskapen avgörs i Gwangju i Sydkorea.

## Skidskytte
- 6-17 mars - Världsmästerskapen avgörs i Östersund i Sverige.[51][52]

## Tennis
- 14–27 januari – Australiska öppna avgörs i Melbourne
- 26 maj–9 juni – Franska öppna avgörs i Paris
- 1–14 juli – Wimbledonmästerskapen avgörs i Wimbledon
- 26 augusti–8 september - US Open spelas i New York.

## Volleyboll
- 23 augusti–8 september - Europamästerskapet för damer spelas i Tjeckien, Ungern, Polen och Turkiet. Serbien vinner turneringen genom att besegra Turkiet med 3–2 i finalmatchen.[53]
- 13–29 september - Europamästerskapet för herrar i Belgien, Frankrike, Nederländerna och Slovenien. Serbien vinner turneringen genom att besegra Slovenien med 3–1 i finalmatchen.[54]

## Speedway
- 7 juli - Blev Bastian Pedersen världsmästare i 85cc (Youth Gold Trophy). Tvåa blev James Pearson och trea blev Nicklas Aagaard. [55]
- 20–21 juli - Ryssland blev Par världsmästare för andra året i rad. Tvåa kom Polen och trea Australien. [56]
- 27 juli - Svensk individuell mästare blev Jacob Thorssell, tvåa blev Andreas Jonsson och trea blev Kim Nilsson. [57]
- 27 juli - Svensk ungdoms mästare blev Wiliam Bäckström, tvåa blev Lucas Woentin och trea blev Eddie Bock.[58]
- 9 september - Svenska juniormästare blev Alexander Woentin, tvåa blev Filip Hjelmland och trea blev Anton Karlsson. [59]
- 25 september - Svenska mästare i lag blev Smederna då dem besegrade Dackarna med sammanlagt 107 poäng mot 73 poäng på två dagar.  Smederna tog sitt tredje raka SM-guld. [60][61]
- 28 september - Blev Mikkel Michelsen Europa mästare efter ha samlat ihop mest poäng under årets 4 deltävlingar. Tvåa blev Grigorij Laguta och trea blev Leon Madsen. [62]
- 4 oktober - Blev Maksym Drabik junior världsmästare efter ha samlat ihop mest poäng under årets 3 deltävlingar. Tvåa blev Bartosz Smektała och trea blev Dominik Kubera. [63]

- 5 oktober - Blev Bartosz Zmarzlik världsmästare efter ha samlat ihop mest poäng under årets 10 deltävlingarna. Tvåa blev Leon Madsen och trea blev Emil Sayfutdinov [64]

## Avlidna
- 7 januari – Bernard Tchoullouyan, 65, fransk judoutövare.[65]
- 9 januari – Kjell Bäckman, 84, svensk skridskoåkare.[66]
- 19 januari – Gert Frank, 62, dansk tävlingscyklist.[67]
- 28 januari – Otto Schubiger, 94, schweizisk ishockeyspelare.[68]
- 31 januari – Kálmán Ihász, 77, ungersk fotbollsspelare.[69]
- 4 februari – Matti Nykänen, 55, finländsk backhoppare.[70]
- 26 februari – Elis Johansson, 95, svensk bandyspelare.[71]
- 8 mars – Kelly Catlin, 23, amerikansk tävlingscyklist.[72]
- 15 mars – Leif "Blixten" Henriksson, 75, svensk ishockeyspelare.[73]
- 17 mars – Ulf Bengtsson, 59, svensk bordtennisspelare.[74]
- 18 mars – Kenneth To, 26, australisk-hongkongsk simmare.[75]
- 9 april – Nikolaj Gorbatjev, 70, sovjetiskfödd vitrysk kanotist.[76]
- 13 april – Lydia Wideman, 98, finländsk längdskidåkare.[77]
- 19 april – Patrick Sercu, 74, belgisk tävlingscyklist.[78]
- 20 april – Luděk Bukač, 83, tjeckoslovakisk (tjeckisk) ishockeyspelare och tränare.[79]
- 25 april – John Havlicek, 79, amerikansk basketspelare.[80]
- 2 maj – Red Kelly, 91, kanadensisk ishockeyspelare.[81]
- 6 maj – Gjermund Eggen, 77, norsk längdskidåkare.[82]
- 7 maj – Adam Svoboda, 41, tjeckisk ishockeymålvakt.[83]
- 19 maj – Ingemar Hedberg, 99, svensk kanotist.[84]
- 20 maj – Niki Lauda, 70, österrikisk racerförare och flygbolagsentreprenör.[85]
- 1 juni – José Antonio Reyes, 35, spansk fotbollsspelare.[86]
- 4 juni – Lennart Johansson, 89, svensk idrottsledare, ordförande för Svenska Fotbollförbundet 1985–1990 och för UEFA 1990–2007.[87]
- 20 juni – Anders Faager, 72, svensk kortdistanslöpare.[88]
- 29 juni – Florijana Ismaili, 24, schweizisk fotbollsspelare.[89]
- 7 juli
  - Greg Johnson, 48, kanadensisk ishockeyspelare.[90]
  - Joe Kadenge, 84, kenyansk fotbollsspelare och tränare.[91]
- 14 juli – Pernell Whitaker, 55, amerikansk boxare.[92]
- 12 juli – Abdul Hamid, 92, pakistansk landhockeyspelare.[93]
- 16 juli – Aubrion du Gers, 9, fransk varmblodig travhäst.[94]
- 17 juli – Warren Cole, 78, nyzeeländsk roddare.[95]
- 20 juli – Peter McNamara, 64, australisk tennisspelare.[96][97][98]
- 22 juli - Hans Lagerqvist, 79, svensk stavhoppare.[99]
- 25 juli – Jorma Kinnunen, 77, finländsk spjutkastare.[100]
- 29 juli
  - Egil Danielsen, 85, norsk friidrottare, olympisk mästare i spjutkastning 1956.[101]
  - Mona-Liisa Nousiainen, 36, finländsk längdskidåkare.[102]
- 31 juli – Jean-Luc Thérier, 73, fransk rallyförare.[103]
- 2 augusti – Gunder Bengtsson, 73, svensk fotbollstränare för IFK Göteborg.[104]
- 3 augusti – Michael Troy, 78, amerikansk simmare, olympisk guldmedaljör 1960.[105]
- 5 augusti – Josef Kadraba, 85, tjeckisk fotbollsspelare.[106][107]
- 9 augusti – Altair Gomes de Figueiredo, 81, brasiliansk fotbollsspelare, världsmästare 1962.[108]
- 11 augusti – Walter Martínez, 37, honduransk fotbollsspelare.[109]
- 12 augusti – José Luis Brown, 62, argentinsk fotbollsspelare, världsmästare 1986.[110]
- 16 augusti – Felice Gimondi, 76, italiensk tävlingscyklist.[111]
- 18 augusti – Robert Ouko, 70, kenyansk kortdistanslöpare, olympisk guldmedaljör 1972.[112]
- 21 augusti – Norma Croker, 84, australisk kortdistanslöpare, olympisk guldmedaljör 1956.[113]
- 22 augusti – Junior Agogo, 40, ghanansk fotbollsspelare.[114][115]
- 23 augusti – Egon Zimmermann, 80, österrikisk alpin skidåkare.[116]
- 24 augusti – Blanca Fernández Ochoa, 56, spansk alpin skidåkare.[117]
- 26 augusti – Pal Benkö, 91, ungersk-amerikansk schackspelare.[118]
- 28 augusti – Nicolás Leoz, 90, paraguayansk-colombiansk idrottsledare, president för Conmebol 1986–2013.[119]
- 29 augusti – Juhani Kärkinen, 83, finländsk backhoppare.
- 31 augusti – Anthoine Hubert, 22, fransk racerförare.[120]
- 2 september – Gyoji Matsumoto, 85, japansk fotbollsspelare.
- 3 september – Halvard Hanevold, 49, norsk skidskytt, flerfaldig OS-guldmedaljör.[121][122][123]
- 9 september – Brian Barnes, 74, brittisk (skotsk) golfspelare.[124]
- 13 september – Rudi Gutendorf, 93, tysk fotbollstränare.[125]
- 18 september – Fernando Ricksen, 43, nederländsk fotbollsspelare.[126]
- 22 september – Ivan Kizimov, 91, rysk (sovjetisk) ryttare och olympisk guldmedaljör.[127]
- 21 september – Gerhard Auer, 76, tysk (västtysk) roddare.[128]
- 26 september – Giovanni Bramucci, 72, italiensk tävlingscyklist.
- 1 oktober – Mikayla Martin, 22, kanadensisk skicrossåkare.[129]
- 1 oktober – Wolfgang Perner, 52, österrikisk skidskytt.[130]
- 2 oktober – Isaac Promise, 31, nigeriansk fotbollsspelare.[131]
- 5 oktober – Blaine Lindgren, 80, amerikansk friidrottare, häcklöpare.[132]
- 6 oktober – Martin Lauer, 82, tysk (västtysk) friidrottare, kortdistanslöpare.[133]
- 9 oktober – Andrés Gimeno, 82, spansk tennisspelare.[134]
- 12 oktober – Yoshihisa Yoshikawa, 83, japansk sportskytt.
- 12 oktober – Nanni Galli, 79, italiensk racerförare.
- 15 oktober – Song Soon-Chun, 85, sydkoreansk boxare.
- 19 oktober – Aleksandr Volkov, 52, rysk tennisspelare.[135]
- 19 oktober – Göran Nordahl, 91, svensk fotbollsspelare.[136]
- 26 oktober – Enriqueta Basilio, 71, mexikansk friidrottare.[137]
- 31 oktober – Tarania Clarke, 20, jamaicansk fotbollsspelare.[138]
- 2 november – Sigge Ericsson, 89, svensk skridskoåkare[139]
- 4 november – Jacques Dupont, 91, fransk tävlingscyklist. [140]
- 2 november – Dean Prentice, 87, kanadensisk ishockeyspelare.[141]
- 4 november – Dmitrij Vasilenko, 43, rysk gymnast.[142][143]
- 12 november – Mitsuhisa Taguchi, 64, japansk fotbollsspelare.
- 13 november – Raymond Poulidor, 83, fransk tävlingscyklist.[144][145][146]
- 15 november – Harrison Dillard, 96, amerikansk friidrottare.[147]
- 17 november – Jiřina Čermáková, 75, tjeckisk landhockeyspelare.
- 21 november – Bengt-Erik Grahn, 78, svensk alpin skidåkare. [148]
- 22 november – Bowen Stassforth, 93, amerikansk simmare. [149]
- 26 november – Jakob Kuhn, 76, Schweizisk fotbollstränare.[150]
- 28 november – Pim Verbeek, 63, nederländsk fotbollstränare.[151]
- 1 december – Miguelina Cobián, 77, kubansk kortdistanslöpare.
- 8 december – Zvonimir Vujin, 76, jugoslavisk (serbisk) boxare.
- 12 december – Jorge Hernández Padrón, 65, kubansk boxare.
- 17 december – Karin Balzer, 81, tysk (östtysk) friidrottare (häcklöpare).
- 20 december – Junior Johnson, 88, amerikansk racerförare och stallägare.[152]
- 21 december
  - Stefan Angelov, 72, bulgarisk brottare.
  - Martin Peters, 76, engelsk fotbollsspelare.[153]
- 28 december – Vilhjálmur Einarsson, 85, isländsk friidrottare.

### Fotnoter
1. 1 2  ”FIS Media Info” (på engelska). FIS. 18 november 2014. Arkiverad från originalet den 24 september 2015. https://web.archive.org/web/20150924072700/http://www.fis-ski.com/mm/Document/document/General/05/84/55/FISCouncilDecisionsNovember2014_Neutral.pdf. Läst 5 augusti 2015.
2. ↑  http://www.bandyportfoljen.se/nyheter/2019/1/5/akilles-vinnare-i-finska-cupen Arkiverad 9 januari 2019 hämtat från the Wayback Machine. läst 2019-03-06
3. ↑  ”World Championships 2019” (på engelska). World Championships 2019. http://www.bandysidan.nu/event.php?EVID=233. Läst 19 mars 2019.
4. ↑  World Bandy den 8 februari 2019, läst 6 mars 2019
5. ↑  http://www.bandyportfoljen.se/nyheter/2019/3/2/wiipurin-sudet-mstare-i-finland-fr-sjtte-ret-i-rad Arkiverad 14 mars 2019 hämtat från the Wayback Machine. läst 2019-03-09
6. ↑  http://www.bandyportfoljen.se/nyheter/2019/2/25/stabk-tog-fjrde-raka-nm-guldet Arkiverad 20 augusti 2019 hämtat från the Wayback Machine. läst 2019-03-10
7. ↑  http://www.bandyportfoljen.se/nyheter/2019/2/28/tonka-bay-bombers-blev-amerikanska-mstare Arkiverad 20 augusti 2019 hämtat från the Wayback Machine. läst 2019-03-09
8. ↑  https://krsk2019.ru/en/pages/schedule_and_results Arkiverad 6 mars 2019 hämtat från the Wayback Machine. läst 2019-03-11
9. ↑  http://www.bandyworld.se/arkiv/40390 Arkiverad 20 augusti 2019 hämtat från the Wayback Machine. läst 2019-03-10
10. ↑  http://www.bandyworld.se/arkiv/40402 Arkiverad 20 augusti 2019 hämtat från the Wayback Machine. läst 2019-03-10
11. ↑  https://krsk2019.ru/en/pages/schedule_and_results Arkiverad 6 mars 2019 hämtat från the Wayback Machine. läst 2019-03-10
12. ↑  https://www.instagram.com/p/Bu_eGQUlZmP/?igshid=1jmbb4gj8pohq sett 2019-03-14
13. ↑  Jalmar Carlson (23 mars 2019). ”Västerås SK straffade Skutskär” (på svenska). SVT Sport. https://www.svt.se/sport/bandy/bandy-skutskar-vsk. Läst 17 augusti 2019.
14. ↑  Erik Jonsson (23 mars 2019). ”2010–2019”. Svenska Bandyförbundet. https://www.svenskbandy.se/BANDYFINALEN/HISTORIK/Svenskamastare/Damer/2010-2019/. Läst 19 mars 2020.
15. ↑  Jalmar Carlson (23 mars 2019). ”Femte gången gillt för Villa” (på svenska). SVT Sport. https://www.svt.se/sport/bandy/bandy-final-villa-vsk. Läst 17 augusti 2019.
16. ↑  Erik Jonsson (23 mars 2019). ”2010–2019”. Svenska Bandyförbundet. https://www.svenskbandy.se/BANDYFINALEN/HISTORIK/Svenskamastare/Herrar/2010-2019/. Läst 19 mars 2020.
17. ↑  ”Tredje cuptiteln för Edsbyn” (på svenska). Dagens Nyheter. 29 september 2019. https://www.dn.se/sport/tredje-cuptiteln-for-edsbyn/. Läst 30 september 2019.
18. ↑  ”Edsbyn vann Svenska cupen” (på svenska). SVT Sport. 29 september 2019. https://www.svt.se/sport/bandy/edsbyn-vann-svenska-cupen-skont-att-vinna-guld. Läst 30 september 2019.
19. ↑  Jonathan Kvarnström (13 oktober 2019). ”Bollnäs tog hem sin andra World Cup” (på svenska). SVT Sport. https://www.svt.se/sport/bandy/bollnas-tog-hem-sin-andra-world-cup. Läst 3 september 2024.
20. ↑  ”VSK vann premiärupplagan av Svenska Cupen” (på svenska). Svenska. 20 oktober 2019. https://www.vlt.se/artikel/vsk-vann-svenska-cupen-efter-jattedramatik-se-hojdpunkterna-fran-finalen-har/. Läst 20 oktober 2019.
21. ↑  ”VSK mästare i World Cup – efter stora krossen i finalen” (på svenska). Svenska. 27 oktober 2019. https://www.vlt.se/artikel/vsk-mastare-i-world-cup-efter-stora-krossen-i-finalen-hade-ett-otroligt-revanschsug/. Läst 27 oktober 2019.
22. ↑  ”2019 World Series” (på engelska). Baseball-Reference.com. https://www.baseball-reference.com/postseason/2019_WS.shtml. Läst 30 november 2020.
23. ↑  ”FIBA Women's EuroBasket 2019” (på engelska). FIBA.basketball. http://www.fiba.basketball/womenseurobasket/2019. Läst 6 mars 2019.
24. ↑  Emil Carlsvärd (7 juli 2019). ”Spanien tog EM-guld i basket” (på svenska). Sportbladet. https://www.aftonbladet.se/sportbladet/a/dOrAoO/spanien-tog-em-guld-i-basket. Läst 8 juli 2019.
25. ↑  ”Spanien världsmästare i basket” (på svenska). Dagens Nyheter. 15 september 2019. https://www.dn.se/sport/spanien-varldsmastare-i-basket-1/. Läst 16 september 2019.
26. ↑  ”England lands Cricket World Cup”. BBC Sport. http://news.bbc.co.uk/sport2/hi/cricket/4956010.stm. Läst 30 april 2006.
27. ↑  ”England awarded 2019 World Cup”. espncricinfo. http://www.espncricinfo.com/ci/content/story/245814.html. Läst 30 april 2006.
28. ↑  ”England världsmästare i cricket efter superdrama” (på svenska). Dagens Nyheter. 15 juli 2019. https://www.dn.se/sport/england-varldsmastare-i-cricket-efter-superdrama/. Läst 15 juli 2019.
29. ↑  ”Portugal mästare i Nations League” (på svenska). Svenska Dagbladet. 9 juni 2019. https://www.svd.se/pickford-straffhjalte-nar-england-tog-brons. Läst 10 juni 2019.
30. ↑  Johan Häll (19 mars 2015). ”Frankrike tilldelas VM 2019”. SVT Sport. http://www.svt.se/sport/fotboll/frankrike-tilldelas-vm-2019. Läst 20 mars 2015.
31. ↑  Oscar Rickstrand (7 juli 2019). ”USA världsmästare i fotboll 2019” (på svenska). Sportbladet. https://www.aftonbladet.se/sportbladet/fotboll/a/lAroRL/usa-varldsmastare-i-fotboll-2019. Läst 8 juli 2019.
32. ↑  Jens Littorin (7 oktober 2019). ”VM i Doha” (på svenska). Dagens Nyheter. https://www.dn.se/sport/vm-i-doha-ett-stavbrott-en-uppskjuten-prisutdelning-och-en-valdig-massa-bilar/. Läst 7 oktober 2019.
33. ↑  ”Danmark firade efterlängtat VM-guld” (på svenska). Göteborgsposten. 27 januari 2019. http://www.gp.se/sport/danmark-firade-efterl%C3%A4ngtat-vm-guld-1.12764782. Läst 27 januari 2019.
34. ↑  Jonatan Pinheiro Diamant (15 december 2019). ”Nederländerna världsmästare i handboll” (på svenska). Expressen. https://www.expressen.se/sport/handboll/tar-vm-guld-efter-galet-sekunddrama/. Läst 15 december 2019.
35. ↑  Erik Liljekvist, Hannes Nyberg (15 december 2019). ”Svenskt VM-guld efter finalrysare” (på svenska). SVT Sport. https://www.svt.se/sport/innebandy/vm-final-innebandy-sverige-schweiz. Läst 4 november 2022.
36. ↑  ”Championnat du monde des moins de 20 ans 2018/19” (på franska). Hockey Archives. https://www.hockeyarchives.info/U-20_2019.htm. Läst 23 mars 2020.
37. ↑  Malena Johansson (14 april 2019). ”USA vann VM-guld” (på svenska). Dagens nyheter. https://www.dn.se/sport/ishockey/finland-forlorade-efter-domarkaos-i-vm-finalen/. Läst 15 april 2019.
38. ↑  ”Championnats du monde féminins 2019” (på franska). Hockey Archives. 14 april 2029. https://www.hockeyarchives.info/mondefem2019.htm. Läst 17 mars 2020.
39. ↑  ”Championnats du monde 2019 des moins de 18 ans” (på franska). Hockey Archives. https://www.hockeyarchives.info/U-18_2019.htm. Läst 23 mars 2020.
40. ↑  ”Championnat de Suède 2018/19” (på franska). Hockey Archives. https://www.hockeyarchives.info/Suede2019.htm. Läst 23 mars 2020.
41. ↑  ”Finland är världsmästare” (på svenska). SVT Sport. 26 maj 2019. https://www.svt.se/sport/ishockey-vm/kanada-finland-1. Läst 29 maj 2019.
42. ↑  ”Championnats du monde 2019” (på franska). Hockey Archives. 26 maj 2019. https://www.hockeyarchives.info/mondial2019.htm. Läst 17 mars 2020.
43. ↑  ”NHL 2018/19” (på franska). Hockey Archives. https://www.hockeyarchives.info/NHL2019.htm. Läst 23 mars 2020.
44. ↑  <Klein, Jamie (27 januari 2019). ”Rolex 24: WTR wins shortened race as Alonso beats Nasr” (på engelska). motorsport.com. Motorsport Network. https://www.motorsport.com/imsa/news/rolex-wayne-taylor-alonso-victory/4329602/. Läst 31 januari 2020.
45. ↑  ”Le Mans 24h: Alonso, Buemi, Nakajima win again for Toyota” (på amerikansk engelska). motorsport.com. 16 juni 2019. https://www.motorsport.com/lemans/news/final-report-toyota-wins-ferrari/4475585/. Läst 17 augusti 2021.
46. ↑  ”Historiska segrare”. Vasaloppet. Arkiverad från originalet den 22 mars 2020. https://web.archive.org/web/20200322121012/https://www.vasaloppet.se/wp-content/uploads/sites/1/2019/09/historiska_segrare_vasaloppet_sve_2019-09-18.pdf. Läst 22 mars 2020.
47. ↑  ”Gustav Bergman vann världscupen” (på svenska). Dagens Nyheter. 26 oktober 2019. https://www.dn.se/sport/gustav-bergman-vann-varldscupen-forsta-pa-23-ar/. Läst 30 oktober 2019.
48. ↑  Emil Eiman-Roslund (26 oktober 2019). ”Bergmans succé” (på svenska). Sportbladet. https://www.aftonbladet.se/sportbladet/a/JoGKm7/bergmans-succe--forsta-pa-23-ar. Läst 30 oktober 2019.
49. ↑  ”Sydafrikansk kross i VM-finalen i rugby” (på svenska). Sportbladet. 2 november 2019. https://www.aftonbladet.se/sportbladet/a/LAXWOP/sydafrikansk-kross-i-vm-finalen-i-rugby. Läst 2 november 2019.
50. ↑   (på svenska)Dagens Nyheter. 2 november 2019. Läst 2 november 2019.
51. ↑  ”Bø bommade fem skott i sista VM-skyttet” (på svenska). Sydsvenskan. 17 mars 2019. https://www.sydsvenskan.se/2019-03-17/bo-bommade-fem-skott-i-sista-vm-skyttet. Läst 9 juli 2019.
52. ↑  Marie Carlsson, Lars Frank (TT) (17 mars 2019). ”Fem snackisar från skidskytte-VM i Östersund” (på svenska). Motala & Vadstena Tidning. Arkiverad från originalet den 8 juli 2019. https://web.archive.org/web/20190708225135/https://www.mvt.se/sport/fem-snackisar-fran-skidskytte-vm-i-ostersund-om5892526.aspx. Läst 9 juli 2019.
53. ↑  Liam Morgan (8 september 2019). ”Serbia beat Turkey to retain title at Women's European Volleyball Championship” (på engelska). Inside the Games. https://www.insidethegames.biz/articles/1084512/serbia-win-womens-eurovolley. Läst 11 september 2019.
54. ↑  Matthew Smith (29 september 2019). ”Serbia win men's European Volleyball Championship with thrilling victory over Slovenia” (på engelska). Inside the Games. https://www.insidethegames.biz/articles/1085356/serbia-win-mens-euro-volley. Läst 3 oktober 2019.
55. ↑  ”Ranking: FIM Website”. www.fim-live.com. http://www.fim-live.com/en/sport/ranking/speedway-youth-gold-trophy-85cc/results/13909/. Läst 29 december 2019.
56. ↑  ”Speedway World Championships | Official Website” (på engelska). Speedway World Championships. Arkiverad från originalet den 29 december 2019. https://web.archive.org/web/20191229121207/https://www.speedwayofnations.com/results_son. Läst 29 december 2019.
57. ↑  ”Matchresultat”. ta.svemo.se. https://ta.svemo.se/Public/Pages/Competition/IndividualDrivingSchedule/CompetitionHeatSchema.aspx?Branch=speedway&Season=2019&Resultfilter=APPROVED&Columns=FromDateShort,Name,HeatSchema,HeatResult&pagesize=20&CompetitionId=10883&SortByResults=true. Läst 29 december 2019.
58. ↑  ”Matchresultat”. ta.svemo.se. https://ta.svemo.se/Public/Pages/Competition/IndividualDrivingSchedule/CompetitionHeatSchema.aspx?Branch=speedway&Season=2019&Resultfilter=APPROVED&Columns=FromDateShort,Name,HeatSchema,HeatResult&pagesize=20&CompetitionId=10884&SortByResults=true. Läst 29 december 2019.
59. ↑  ”Matchresultat”. ta.svemo.se. https://ta.svemo.se/Public/Pages/Competition/IndividualDrivingSchedule/CompetitionHeatSchema.aspx?Branch=speedway&Season=2019&Resultfilter=APPROVED&Columns=FromDateShort,Name,HeatSchema,HeatResult&pagesize=20&CompetitionId=10886&SortByResults=true. Läst 29 december 2019.
60. ↑  ”Matchresultat”. ta.svemo.se. https://ta.svemo.se/Public/Pages/Competition/DrivingSchedule/CompetitionHeatSchema.aspx?Branch=Speedway&Season=2019&Serie=Elitserien&Resultfilter=APPROVED&Columns=FromDateShort,Name,HeatSchema,HeatResult&pagesize=20&CompetitionId=10770. Läst 29 december 2019.
61. ↑  ”Matchresultat”. ta.svemo.se. https://ta.svemo.se/Public/Pages/Competition/DrivingSchedule/CompetitionHeatSchema.aspx?Branch=Speedway&Season=2019&Serie=Elitserien&Resultfilter=APPROVED&Columns=FromDateShort,Name,HeatSchema,HeatResult&pagesize=20&CompetitionId=10771. Läst 29 december 2019.
62. ↑  ”SEC - Speedway Euro Championship”. speedwayeuro.com. http://speedwayeuro.com/en/results.html. Läst 29 december 2019.
63. ↑  ”Maksym Drabik is the U21 World Champion!”. speedwayu21.com. Arkiverad från originalet den 29 december 2019. https://web.archive.org/web/20191229123155/http://speedwayu21.com/en/news/n/208/. Läst 29 december 2019.
64. ↑  ”Results from The 2019 Revline Torun FIM Speedway Grand Prix of Poland” (på engelska). Speedway World Championships. https://www.speedwaygp.com/results/180. Läst 29 december 2019.
65. ↑  Bernard Tchoullouyan, ancien champion du monde de judo, est mort (franska)
66. ↑  Familjesidan.se
67. ↑  Den tidligere banelegende og cykelrytter Gert Frank er død (danska)
68. ↑  Martin Merk (1 februari 2019). ”Schubiger passes away” (på engelska). International Ice Hockey Federation. https://www.iihf.com/en/news/9200/schubiger-passes-away. Läst 4 februari 2019.
69. ↑  ”Lamenting: Kálmán Ihász's Olympic show has died” (på engelska). Neuck. 31 januari 2019. Arkiverad från originalet den 4 februari 2019. https://web.archive.org/web/20190204231822/https://neuck.com/hungary/lamenting-kalman-ihaszs-olympic-show-has-died/. Läst 4 februari 2019.
70. ↑  https://www.expressen.se/sport/vintersport/sakert-darfor-som-han-tog-till-spriten/
71. ↑  Familjesidan.se
72. ↑  ”U.S. Olympic cyclist Kelly Catlin found dead in her home at age 23” (på engelska). CBS News. 10 mars 2019. https://www.cbsnews.com/news/kelly-catlin-has-died-us-olympic-cyclist-found-dead-california-home-at-age-23-no-other-details-available-2019-03-10/. Läst 11 mars 2019.
73. ↑  Familjesidan.se
74. ↑  Jonathan Nilsson (17 mars 2019). ”Ulf "Benke" Bengtsson ha avlidit” (på svenska). https://www.aftonbladet.se/sportbladet/a/p6oOBX/ulf-benke-bengtsson-har-avlidit. Läst 13 juli 2019.
75. ↑  ”26-årig VM-silvermedaljör i simning dog efter träning” (på svenska). SVT Sport. 19 mars 2019. https://www.svt.se/sport/simning/26-arig-vm-silvermedaljor-i-simning-dog-efter-traning. Läst 23 augusti 2019.
76. ↑  Умер чемпион Олимпиады-1972 белорус Николай Горбачев Arkiverad 27 april 2019 hämtat från the Wayback Machine. (ryska)
77. ↑  https://svenska.yle.fi/artikel/2019/04/13/varldens-aldsta-os-guldmedaljor-lydia-wideman-lehtonen-dod
78. ↑  L'ex-cycliste Patrick Sercu est décédé à l'âge de 74 ans (franska)
79. ↑  Zemřel Luděk Bukač, trenér hokejových mistrů světa Arkiverad 21 april 2019 hämtat från the Wayback Machine. (tjeckiska)
80. ↑  Boston Celtics legend John Havlicek dies at 79
81. ↑  Kelly, eight-time Cup champion, dies at 91
82. ↑  https://www.expressen.se/sport/langdskidor/norske-skidlegendaren-gjermund-eggen-ar-dod/
83. ↑  Kristoffer Bergström, Tomas Ros (7 maj 2019). ”Förre Timråmålvakten Adam Svoboda död” (på svenska). Sportbladet. https://www.aftonbladet.se/sportbladet/hockey/a/BRkAge/forre-timramalvakten-adam-svoboda-dod. Läst 7 maj 2019.
84. ↑  Familjesidan.se
85. ↑  https://www.expressen.se/sport/motor/f1-legendaren-niki-lauda-ar-dod/
86. ↑  Calle Lindberg (1 juni 2019). ”Spansk fotbollsstjärna död i bilkrasch”. SVT Sport. https://www.svt.se/sport/fotboll/spansk-fotbollsstjarna-dod-i-bilkrasch. Läst 1 juni 2019.
87. ↑  Patrik Brenning (5 juni 2019). ”Lennart Johansson död” (på svenska). Sportbladet. https://www.aftonbladet.se/sportbladet/fotboll/a/8mXvG2/lennart-johansson-dod. Läst 5 juni 2019.
88. ↑  ”Ex-sprintern Anders Faager har gått bort” (på svenska). SVT Sport. 23 juni 2019. https://www.svt.se/sport/friidrott/ex-sprintern-anders-faager-har-gatt-bort. Läst 22 juli 2019.
89. ↑  ”Florijana Ismaili hittad död” (på svenska). Dagens Nyheter. 2 juli 2019. https://www.dn.se/sport/efter-dykolyckan-florijana-ismaili-hittad-dod/. Läst 2 juli 2019.
90. ↑  Andreas Käck (9 juli 2019). ”NHL-profil har dött” (på svenska). Sportbladet. https://www.aftonbladet.se/sportbladet/hockey/a/6jVbAo/nhl-profil-har-dott--blev-48-ar-gammal. Läst 13 juli 2019.
91. ↑  ”Kenyan football mourns death of legendary player” (på engelska). BBC. 7 juli 2019. https://www.bbc.com/sport/football/48902334. Läst 15 juli 2019.
92. ↑  Oscar Rickstrand (15 juli 2019). ”Pernell Whitaker död” (på svenska). Sportbladet. https://www.aftonbladet.se/sportbladet/a/b5e5aq/pernell-whitaker-dod-pakord-av-bil. Läst 15 juli 2019.
93. ↑  Ahdiya Tayyab (13 juli 2019). ”Hockey Legend Passes Away” (på engelska). Runway Pakistan. Arkiverad från originalet den 15 juli 2019. https://web.archive.org/web/20190715171102/https://runwaypakistan.com/hockey-legend-passes-away/. Läst 15 juli 2019.
94. ↑  Niklas A Svensson (16 juli 2019). ”Elitloppstvåan död” (på svenska). Expressen. https://www.expressen.se/sport/trav/franska-uppgifter-stjarnhasten-dod/. Läst 16 juli 2019.
95. ↑  ”New Zealand rowing Olympic gold medallist Warren Cole dies, aged 78” (på engelska). Stuff Limited. 17 juli 2019. https://www.stuff.co.nz/sport/other-sports/114302661/new-zealand-rowing-olympic-gold-medallist-warren-cole-dies-aged-78. Läst 18 juli 2019.
96. ↑  Oscar Rickstrand (22 juli 2019). ”Peter McNamara död i prostatacancer” (på svenska). Sportbladet. https://www.aftonbladet.se/sportbladet/a/naBG8a/peter-mcnamara-dod-i-prostatacancer. Läst 22 juli 2019.
97. ↑  ”Tennisspelaren Peter McNamara död” (på svenska). Dagens Nyheter. 22 juli 2019. https://www.dn.se/sport/tennisspelaren-peter-mcnamara-dod/. Läst 22 juli 2019.
98. ↑  ”Tennisspelaren Peter McNamara död” (på svenska). Svenska Dagbladet. 22 juli 2019. https://www.svd.se/tennisspelaren-peter-mcnamara-dod. Läst 22 juli 2019.
99. ↑  Jonathan Nilsson (23 juli 2019). ”Hans Lagerqvist har avlidit” (på svenska). Sportbladet. https://www.aftonbladet.se/sportbladet/a/K3lWbE/hans-lagerqvist-har-avlidit. Läst 24 juli 2019.
100. ↑  Anna Andersson (26 juli 2019). ”Spjutkastaren Jorma Kinnunen död” (på svenska). Sportbladet. https://www.aftonbladet.se/sportbladet/a/kJeyzj/spjutkastaren-jorma-kinnunen-dod. Läst 27 juli 2019.
101. ↑  Petter Fløttum (29 juli 2019). ”Egil Danielsen er däd” (på norska). Aftenposten. https://www.aftenposten.no/sport/i/GGeKp6/OL-helten-Egil-Danielsen-er-dod. Läst 29 juli 2019.
102. ↑  Carl Sköldbäck (30 juli 2019). ”Finländska världscupsegraren död” (på svenska). SVT Sport. https://www.svt.se/sport/langdskidor/nousiainen. Läst 30 juli 2019.
103. ↑  ”Death of former French rally driver Jean-Luc Thérier” (på engelska). International News. 31 juli 2019. Arkiverad från originalet den 1 augusti 2019. https://web.archive.org/web/20190801094349/https://www.tellerreport.com/news/2019-07-31---death-of-former-french-rally-driver-jean-luc-th%C3%A9rier-.Skqf581mr.html. Läst 1 augusti 2019.
104. ↑  ”Mästartränaren Gunder Bengtsson död” (på svenska). SVT Sport. 3 augusti 2019. https://www.svt.se/sport/fotboll/gunder-bengtsson-dod. Läst 3 augusti 2019.
105. ↑  Braden Keith (3 augusti 2019). ”1960 US Olympic Gold Medalist Mike Troy Dies at 78” (på engelska). Swim Swam. https://swimswam.com/1960-olympic-gold-medalist-mike-troy-dies-at-78/. Läst 11 augusti 2019.
106. ↑  Daniela Lazarová (6 augusti 2019). ”Legendary Czech Striker Josef Kadraba dies at 85” (på engelska). Radio Praha. https://www.radio.cz/en/section/news/legendary-czech-striker-josef-kadraba-dies-at-85. Läst 6 augusti 2019.
107. ↑  ”Czech football mourns Kadraba” (på engelska). UEFA. 5 augusti 2019. https://www.uefa.com/insideuefa/news/newsid=2617628.html. Läst 6 augusti 2019.
108. ↑  ”Campeão do mundo em 62, 'melhor marcador de Garrincha' e ídolo do Fluminense, Altair morre aos 81” (på portugisiska). ESPN. 9 augusti 2019. https://www.espn.com.br/futebol/artigo/_/id/5933341/campeao-do-mundo-em-62-melhor-marcador-de-garrincha-e-idolo-do-fluminense-altair-morre-aos-81. Läst 10 augusti 2019.
109. ↑  Sam Morgan (13 augusti 2019). ”Walter Martinez dead at 37” (på engelska). Sun. https://www.thesun.co.uk/sport/football/9711732/walter-martinez-dead-at-37-honduras-world-cup/. Läst 13 augusti 2019.
110. ↑  Simon Jennings (13 augusti 2019). ”Argentina World Cup winner Jose Luis Brown dies at 62” (på engelska). Reuters. Arkiverad från originalet den 13 augusti 2019. https://web.archive.org/web/20190813062212/https://uk.reuters.com/article/uk-soccer-argentina-brown/argentina-world-cup-winner-jose-luis-brown-dies-at-62-idUKKCN1V3079. Läst 13 augusti 2019.
111. ↑  ”Cykellegendaren Gimondi död” (på svenska). Svenska Dagbladet. 16 augusti 2019. https://www.svd.se/cykellegendaren-gimondi-dod. Läst 17 augusti 2019.
112. ↑  Angwenyi Gichana (19 augusti 2019). ”Olympic relay champion Robert Ouko dies” (på engelska). Star. https://www.the-star.co.ke/news/2019-08-19-olympic-relay-champion-robert-ouko-dies/. Läst 19 augusti 2019.
113. ↑  ”Athletics mourns relay gold winner Fleming” (på engelska). Flinders News. 22 augusti 2019. Arkiverad från originalet den 23 augusti 2019. https://web.archive.org/web/20190823174000/https://www.theflindersnews.com.au/story/6344262/athletics-mourns-relay-gold-winner-fleming/. Läst 23 augusti 2019.
114. ↑  Henrik Pehrsson (22 augusti 2019). ”Fotbollsspelaren Junior Agogo död” (på svenska). Dagens Nyheter. https://www.dn.se/sport/fotboll/fotbollsspelaren-junior-agogo-dod-blev-40-ar/. Läst 22 augusti 2019.
115. ↑  Oscar Rickstrand (19 augusti 2019). ”Junior Agogo död” (på svenska). Sportbladet. https://www.aftonbladet.se/sportbladet/fotboll/a/lAlQWM/junior-agogo-dod-blev-40-ar-gammal. Läst 19 augusti 2019.
116. ↑  Oscar Rickstrand (23 augusti 2019). ”Egon Zimmermann död” (på svenska). Sportbladet. https://www.aftonbladet.se/sportbladet/a/Qo3OjQ/egon-zimmermann-dod--blev-80-ar-gammal. Läst 25 augusti 2019.
117. ↑  ”Spansk OS-medaljör hittad död” (på svenska). Svenska Dagbladet. 4 september 2019. https://www.svd.se/fernandez-ochoas-kropp-hittad. Läst 4 september 2019.
118. ↑  Ingemar Falk (27 augusti 2019). ”Schacklegenden Pal Benkö är död” (på svenska). Sveriges schackförbund. Arkiverad från originalet den 27 augusti 2019. https://web.archive.org/web/20190827002136/https://schack.se/schacklegenden-pal-benko-ar-dod/. Läst 27 augusti 2019.
119. ↑  Rickstrand, Oscar (29 augusti 2019). ”Förra Fifa-pampen död”. Sportbladet. https://www.aftonbladet.se/sportbladet/fotboll/a/Qoq0BW/forra-fifa-pampen-dod. Läst 3 september 2019.
120. ↑  Mattias Tengblad (31 augusti 2019). ”Anthoine, 22, dödskraschade i 270 km./h.” (på svenska). Expressen. https://www.expressen.se/sport/motor/skrackbilderna-en-fruktansvard-olycka/. Läst 1 september 2019.
121. ↑  Erik Karlsson (3 september 2019). ”Halvard Hanevold är död” (på svenska). Sportbladet. https://www.aftonbladet.se/sportbladet/a/JoqmR4/halvard-hanevold-ar-dod. Läst 4 september 2019.
122. ↑  Mattias Tengblad, Linus Sunnervik (3 september 2019). ”Halvard Hanevold är död” (på svenska). Expressen. https://www.expressen.se/sport/skidskytte/norska-os-hjalten-ar-dod-49-ar-gammal/. Läst 4 september 2019.
123. ↑  Jonathan Kvarnström (3 september 2019). ”OS-mästaren hittad död” (på svenska). SVT Sport. https://www.svt.se/sport/skidskytte/norskt-skidskytte-i-chock-os-mastaren-hittad-dod. Läst 4 september 2019.
124. ↑  ”Former Ryder Cup player dies aged 74” (på engelska). BBC. 10 september 2019. https://www.bbc.co.uk/sport/golf/49654233. Läst 11 september 2019.
125. ↑  ”World record-holding manager dies aged 93” (på svenska). BBC. 15 september 2019. https://www.bbc.com/sport/football/49706926. Läst 17 september 2019.
126. ↑  Patrik Brenning (18 september 2019). ”Ricksen har avlidit” (på svenska). Sportbladet. https://www.aftonbladet.se/sportbladet/fotboll/a/dOPqM1/ricksen-har-avlidit--blev-43-ar-gammal. Läst 18 september 2019.
127. ↑  ”Two-time Olympic champion in equestrian sport Kizimov passed away” (på engelska). International News. 22 september 2019. Arkiverad från originalet den 23 september 2019. https://web.archive.org/web/20190923121202/https://www.tellerreport.com/sports/2019-09-22---two-time-olympic-champion-in-equestrian-sport-kizimov-passed-away-.HJgizsIrPB.html. Läst 23 september 2019.
128. ↑  ”Ruder-Olympiasieger und Wahl-Pfälzer: Gerhard Auer in Rodalben gestorben” (på tyska). Rheinpfalz. 21 september 2019. https://www.rheinpfalz.de/lokal/pirmasens/artikel/ruder-olympiasieger-und-wahl-pfaelzer-gerhard-auer-in-rodalben-gestorben/. Läst 23 september 2019.
129. ↑  Johannes Lindström (3 oktober 2019). ”Skidtalang död i cykelolycka” (på engelska). SVT Sport. https://www.svt.se/sport/skicross/skidtalang-dod-i-cykelolycka. Läst 4 oktober 2019.
130. ↑  ”Olympia-Dritter Wolfgang Perner mit 52 Jahren gestorben” (på tyska). Standard. 3 oktober 2019. https://www.derstandard.at/story/2000109403304/olympia-dritter-wolfgang-perner-mit-52-jahren-gestorben. Läst 4 oktober 2019.
131. ↑  Fredrik Andersson (3 oktober 2019). ”Nigeriansk anfallare död” (på svenska). Fotbollskanalen. https://www.fotbollskanalen.se/usa/nigeriansk-anfallare-dod--blev-31-ar-gammal-/. Läst 4 oktober 2019.
132. ↑  ”Harold Blaine Lindgren” (på engelska). Deseret News. 6 oktober 2019. https://www.legacy.com/obituaries/deseretnews/obituary.aspx?pid=194084444. Läst 7 oktober 2019.
133. ↑  ”Die deutsche Leichtathletik trauert um Martin Lauer” (på tyska). leichtathletik.de. 6 oktober 2019. Arkiverad från originalet den 6 oktober 2019. https://web.archive.org/web/20191006171107/https://www.leichtathletik.de/news/news/detail/72364-Die-deutsche-Leichtathletik-trauert-um-Martin-Lauer. Läst 22 november 2021.
134. ↑  ”Andrés Gimeno, Oldest French Open Champion, Dies at 82” (på engelska). New York Times. 9 oktober 2019. https://www.nytimes.com/aponline/2019/10/09/sports/tennis/ap-ten-obit-gimeno.html. Läst 10 oktober 2019.
135. ↑  Erik Karlsson (19 oktober 2019). ”Alexander Volkov är död” (på svenska). Sportbladet. https://www.aftonbladet.se/sportbladet/a/jdM2m0/alexander-volkov-ar-dod. Läst 19 oktober 2019.
136. ↑  ”Göran Nordahl” (på svenska). Västerbottenskuriren. 26 oktober 2019. https://www.vk.se/2019-10-26/goran-nordahl-hornefors. Läst 30 oktober 2019.
137. ↑  ”Enriqueta Basilio, first woman to light Olympic cauldron, dies at 71” (på engelska). NBC Sports. 26 oktober 2019. https://olympics.nbcsports.com/2019/10/26/enriqueta-basilio-dies-mexico-olympics/. Läst 30 oktober 2019.
138. ↑  Oscar Rickstrand (1 november 2019). ”Landslagsspelaren knivhuggen till döds” (på svenska). Sportbladet. https://www.aftonbladet.se/sportbladet/fotboll/a/xPdQ1j/landslagsspelaren-knivhuggen-till-dods. Läst 1 november 2019.
139. ↑  ”Skridskolegendar död – tog OS-guld”. Aftonbladet. 3 november 2019. https://www.aftonbladet.se/sportbladet/a/WbX8Vk/skridskolegendar-dod--tog-os-guld. Läst 3 november 2019.
140. ↑  ”1948 Olympics cycling champion Jacques Dupont dies aged 91” (på engelska). Sport 24. 4 november 2019. https://m.sport24.co.za/OtherSport/Cycling/1948-olympics-cycling-champion-jacques-dupont-dies-aged-91-20191104. Läst 25 november 2019.
141. ↑  Mark Pare (5 november 2019). ”Longtime NHLer born in Schumacher passes away” (på engelska). Timmins Today. https://www.timminstoday.com/local-news/longtime-nhler-born-in-schumacher-passes-away-1829102. Läst 25 november 2019.
142. ↑  ”Olympic champion Vasilenko dies at the age of 43” (på engelska). Teller Report. 4 november 2019. Arkiverad från originalet den 6 november 2019. https://web.archive.org/web/20191106165129/http://www.tellerreport.com/sports/2019-11-04---olympic-champion-vasilenko-dies-at-the-age-of-43-.B1rEJWR9B.html. Läst 25 november 2019.
143. ↑  ”1996 Olympic gymnastics champion Dmitry Vasilenko died” (på engelska). Teller Report. 4 november 2019. Arkiverad från originalet den 6 november 2019. https://web.archive.org/web/20191106165143/http://www.tellerreport.com/sports/2019-11-05---%E2%80%9Ci-didn%E2%80%99t-let-others-believe-in-the-worst%E2%80%9D--1996-olympic-gymnastics-champion-dmitry-vasilenko-died-.ryhp8xysB.html. Läst 25 november 2019.
144. ↑  Stephen Farrand (13 november 2019). ”Raymond Poulidor dies aged 83” (på engelska). Cycling News. https://www.cyclingnews.com/news/raymond-poulidor-dies-aged-83/. Läst 25 november 2019.
145. ↑  Alex Ballinger (13 november 2019). ”Tour de France legend Raymond Poulidor has died” (på engelska). Cycling Weekly. https://www.cyclingweekly.com/news/latest-news/tour-de-france-legend-raymond-poulidor-died-442340. Läst 25 november 2019.
146. ↑  Ian Austen (20 november 2019). ”Raymond Poulidor dies aged 83” (på engelska). Raymond Poulidor, Cycling's ‘Eternal Second,’ Is Dead at 83. https://www.nytimes.com/2019/11/20/sports/cycling/raymond-poulidor-dead.html. Läst 25 november 2019.
147. ↑  Bob Dolgan (15 november 2019). ”Track legend Harrison Dillard, four-time Olympic champion, dies at 96” (på engelska). Cleveland. https://www.cleveland.com/news/2019/11/track-legend-harrison-dillard-four-time-olympic-champion-dies-at-96.html. Läst 25 november 2019.
148. ↑  ”Bengt-Erik Grahn är död” (på svenska). Sportbladet. 21 november 2019. https://www.aftonbladet.se/sportbladet/a/VbrRrW/bengt-erik-grahn-ar-dod. Läst 25 november 2019.
149. ↑  Braden Keith (22 november 2019). ”Bowen Stassforth  dies at 93” (på engelska). Swimswam. https://swimswam.com/americas-greatest-breaststroke-champion-of-1950s-bowen-stassforth-dies-at-93/. Läst 25 november 2019.
150. ↑  ”Jakob Kuhn, former Switzerland soccer coach, dies aged 76” (på engelska). Washington Times. 26 november 2019. https://www.washingtontimes.com/news/2019/nov/26/jakob-kuhn-former-switzerland-soccer-coach-dies-ag/. Läst 28 november 2019.
151. ↑  Charlotte Karp (28 november 2019). ”Former Socceroos coach Pim Verbeek who led Australia to the 2010 World Cup dies aged 63 after battle with cancer” (på engelska). Daily Mail. https://www.dailymail.co.uk/news/article-7735345/Former-Socceroos-coach-Pim-Verbeek-dies-aged-63-battle-cancer.html. Läst 2 december 2019.
152. ↑  ”Junior Johnson, Good-Old-Boy Auto Racing Star, Is Dead at 88” (på engelska). The New York Times. 20 december 2025. https://www.nytimes.com/2019/12/20/sports/junior-johnson-dead.html. Läst 21 december 2019.
153. ↑  ”Martin Peters, England 1966 World Cup winner and West Ham star, dies aged 76” (på engelska). The Guardian. 21 december 2019. https://www.theguardian.com/football/2019/dec/21/martin-peters-world-cup-england-1966-dies. Läst 21 december 2019.